# Verbandsliga 1912-1913
L'edizione 1912-13 della Verbandsliga vide la vittoria finale del VfB Lipsia.
Capocannoniere del torneo fu Paul Pömpner (VfB Lipsia), con 5 reti.

## Partecipanti
| Squadra                       | qualificata come                                        |
| SV Prussia-Samland Königsberg | Campione del Baltischen Rasensport-Verbandes            |
| FC Askania Forst              | Campione del Südostdeutschen Fußballverbandes           |
| Berliner TuFC Viktoria 89     | Campione del Verbandes Brandenburger Ballspielvereine   |
| VfB Lipsia                    | Campione del Verbandes Mitteldeutscher Ballspielvereine |
| FC Holstein Kiel              | Detentore del titolo                                    |
| Duisburger SpV                | Campione del Westdeutschen Spielverbandes               |
| FC Stuttgarter Kickers        | Campione del Verbandes Süddeutscher Fußballvereine      |

## Fase finale

### Quarti di finale
| Berliner TuFC Viktoria 89 | 6 – 1 | SV Prussia-Samland Königsberg |

| FC Stuttgarter Kickers | 1 – 2 | Duisburger SpV |

| FC Askania Forst | 0 – 5 | VfB Lipsia |

FC Holstein Kiel automaticamente alle semifinali

### Semifinali
| Duisburger SpV | 2 – 1 | FC Holstein Kiel |

| VfB Lipsia | 3 – 1 | Berliner TuFC Viktoria 89 |

### Finale
| VfB Lipsia | 3 – 1 | Duisburger SpV |

## Verdetti
- VfB Lipsia campione dell'Impero Tedesco 1912-13.